# Dana Vespoli
Dana Vespoli (São Francisco, 22 de setembro de 1972) é uma atriz pornográfica norte-americana. Tem origens irlandesas e tailandesas.

## Biografia
Seus primeiros filmes são de 2003 fazendo até 2006 um pouco mais de 100 filmes. Foi casada de 2005 a 2012 com o ator de filmes para adultos Manuel Ferrara.

## Carreira
Vespoli começou a trabalhar como stripper em 1996 usando o nome artístico "Christa" no Mitchell Brothers em San Francisco. Ela entrou na indústria de filmes adultos em 2003. Sua primeira cena foi na série Dirty Debutantes de Ed Powers.
Vespoli começou a dirigir em janeiro de 2006. Em abril daquele ano, ela começou a dirigir o Sin Digital. Ela atualmente [quando?] Dirige para Sweetheart Video e Evil Angel.  m 2011, a Complex classificou sua décima terceira em sua lista de "As 50 melhores estrelas pornôs asiáticas mais quentes de todos os tempos". Em 2014, o Break.com classificou-a em 31º lugar na lista das "40 melhores estrelas pornôs asiáticas de hoje". Vespoli foi introduzido no Hall da Fama do AVN em 2016.

## Filmografia parcial
- A2M # 4
- Anal Driller # 3
- Ass Obsessed # 2
- Ass Slaves # 2
- Assficianado # 5
- ATM Machine # 4
- 'Azz Fest # 3
- Chica Boom # 25
- Deep Throat This # 15
- Desperate Mothers And Wives # 4
- From Her Ass To Her Mouth
- Gang Bang Auditions # 13
- Interracial Cum Swappers
- Passion Of The Ass # 1
- Peter North's Pov # 10
- Service Animals # 16
- Suck It Dry # 2
- Tough Love # 2
- Ultimate Asses # 3
- White Guy's POV # 3

## Indicações

### AVN (Adult Video News)
- 2005 - Revelação do Ano